# 20993 Virginiediscry
20993 Virginiediscry è un asteroide della fascia principale. Scoperto nel 1985, presenta un'orbita caratterizzata da un semiasse maggiore pari a 2,355526 UA e da un'eccentricità di 0,199621, inclinata di 1,792012° rispetto all'eclittica. Ha un diametro di 2,725 km.